# Christi Belcourt
Pour les articles homonymes, voir  Belcourt.
Christi Marlene Belcourt (née le 24 septembre 1966) est une artiste et écrivaine métisse qui habite et travaille au Canada. Elle est surtout connue pour ses peintures à l'acrylique représentant des motifs floraux inspirés de l'art du perlage historique des peuples métis et des Premières Nations. Belcourt est reconnue au sein de la communauté métis comme l'une des artistes métis les plus prééminentes du Canada. L'œuvre de Belcourt porte souvent sur des questions d'identité, de culture, de lieu et de divisions au sein de communautés.

## Biographie
Née à Scarborough, en Ontario, Christi Belcourt est la fille du militant national des droits des métis Tony Belcourt (en) et de Judith Pierce-Martin (née Streatch). Les racines de sa famille sont liées à Manitou Saskhigan (également connu sous le nom de lac Sainte-Anne, Alberta). Son frère Shane Belcourt (en) est un écrivain, réalisateur, musicien et cinéaste connu pour son long métrage Tkaronto, qui décrit la vie des peuples métis et des membres des Premières Nations vivant en milieu urbain. Sa sœur Suzanne Belcourt est une graphiste et artiste qui vit et travaille dans le sud de l'Ontario. En 1970, son père est élu président fondateur du Conseil des peuples autochtones du Canada (maintenant appelé Congrès des peuples autochtones) et la famille déménage définitivement à Ottawa (Ontario), en provenance d'Edmonton.
En tant qu’artiste visuelle métis ayant un profond respect pour les traditions et la connaissance de son peuple, la majorité de son œuvre explore et célèbre la beauté du monde naturel. Elle est l'auteur de trois livres et ses œuvres ont été utilisées comme couverture pour de nombreuses publications. Les œuvres de Belcourt ont été présentées dans deux films documentaires: Ça dépend de qui tient The Shovel (2008, Wayne Peltier) et A Life in Balance (2012, Kathy Browning)[source insuffisante]. 
Ses œuvres font aussi partie de les collections permanentes du Musée des beaux-arts du Canada, de la galerie d'art de Thunder Bay et du Hall des Premières Nations au Musée canadien des civilisations. Belcourt a déjà reçu des prix du Conseil des arts de l'Ontario et de la Nation métisse de l'Ontario. 

## Activisme communautaire
Belcourt est la fondatrice et la coordinatrice principale du projet Walking With Our Sisters, une installation d'art commémoratif issu du grand public, à l'intention des femmes autochtones disparues et assassinées du Canada et des États-Unis. Lancé en 2012, ce projet a fait la tournée de communautés nord-américaines et continue d'être mené par des bénévoles de la communauté. 
En 2014, Belcourt a également fondé le collectif The Onaman Collective avec Isaac Murdoch et Erin Konsmo. Ce projet vise à préserver les connaissances, la langue et les enseignements traditionnels. Au cours des dernières années, Belcourt est devenue une ardente défenseure de la nécessité d'un territoire métis et du pouvoir de la restauration des langues autochtones. Le collectif Onaman s'est également efforcé de mettre en contact les détenteurs des connaissances traditionnelles et les aînés aux jeunes autochtones. Le Collectif a aussi milité en faveur de la protection de l’eau et s'est engagé dans la sensibilisation à la nécessité de protéger les Grands Lacs et d’autres plans d’eau. Ils ont créé une série de bannières téléchargeables et gratuites sur leur site Web, à utiliser lors d'événements liés à la protection de l'eau et des territoires. Ces bannières sont un acte de solidarité entre les protecteurs de l’eau, de la terre et des animaux de différentes communautés de l’île de la Tortue. 
Au cours de la même année, Belcourt a également participé à la promotion du mouvement « point bleu » afin de protester visuellement contre les décisions gouvernementales relatives à la loi sur le contrôle de l'éducation par les Premières Nations par les Premières Nations. Les points bleus ajoutés aux photographies de ce mouvement ont été utilisés pour identifier les personnes marginalisées exclues des conversations par le gouvernement canadien. 
En tant que forme d'activisme en 2016, Belcourt a demandé à la Nation Métis de l'Ontario de retirer son nom du registre de l'organisation. La demande de Belcourt était en partie fondée sur son désaccord avec la décision de l'organisation de signer des accords avec des sociétés minières telles qu'Énergie Est et la Société de gestion des déchets nucléaires. 
Depuis 2017, Belcourt participe au projet de mise en place du projet 150 Actes de Résistance. Cette initiative a été conçue pour contrer le récit du gouvernement canadien dans le cadre de « Canada 150 », la célébration de son cent cinquantième anniversaire, afin de promouvoir une discussion sur les réalités du colonialisme et de la résistance autochtone au Canada.

## Des expositions
Individuelles:
- Cartographie des routes: perspectives de la terre et de l'eau en Ontario, Galerie d'art de Thunder Bay (2010)
- Identity, Land & Spirit, Galerie Red Shift (2009)
- Hors carte, ArtSpace Gallery (2008)
- Hors la carte et les grands métis de mon temps, Urban Shaman Gallery (2008)
- Grands métis de mon temps, lieu historique national de Batoche (2008)
- Nouvelles œuvres de Christi Belcourt, Assemblée générale annuelle de la Métis Nation of Ontario (2005)
- Leçons de la Terre, Galerie d'art de Thunder Bay (2003/2004)
- Mythes urbains: artistes autochtones en ville, galerie Karsh-Masson (2000)[2]

Groupe:
- Hearts of Our People: Native Women Artists, Minneapolis Institute of Art, (2019)
- With Isaac Murdoch, Uprising, Thunder Bay, Ottawa, Regina, and Winnipeg, (2018)[13].
- Resilience, National Billboard Project, (2018)[14]
- The Aunties are Listening, Art Gallery of Grande Prairie, (2018)[15]
- Material Girls, Dunlop Art Gallery, Regina, Saskatchewan (2015)
- Before and After the Horizon: Anishinaabe Artists of the Great Lakes, National Museum of The American Institute (2014)
- Sakahan, National Gallery of Canada (2013)
- Faraway Nearby, Art Gallery of Algoma (2012)
- Ancestral Teachings: Contemporary Perspectives Thunderbird Art Centre (2011)
- Contrary Projects in Venice: an Aboriginal Art Intervention at the Venice Biennale (2011)
- Resilience / Resistance:  Metis Art, 1880-2011, Batoche National Historical Site (2011)
- Good Medicine, Craft Council of Saskatchewan and the Gabriel Dumont Institute (2011)
- Mantuc, Little Spirits: The Language of Glass Beads, North America Native Museum in Zurich, Switzerland (2010)
- Creation, Land, Treaty: From Sacred to Profane, Ojibway Cultural Foundation (2009)
- Willisville Mountain Project (touring exhibit, 2009)
- Vanishing Seams, Indian and Inuit Art Centre (2008)
- Reflets, Reflections sur L'Eau, Maison de la Nature et l'EnvironnementAix en Provence, France (2008)
- A Tribute to Norval Morrisseau and the Woodland Artists, Red Lake Heritage Centre (2008)
- West Side Stories: The Metis of Northwestern Saskatchewan, Diefenbaker Canada Centre at University of Saskatchewan (2007)
- Native American Fine Arts Show, Mashantucket Pequot Museum & Research Center (2005)
- Manitoulin Artists, 4elements Gallery (2004)
- LaCloche Art Show, Whitefish Falls (2004)
- Métis in the 21st Century, Forest Farm Hall (2003)
- Making the Spirit Visible, New York State University (2001)

- Salle de la collection permanente de Christi Belcourt, Institut Gabriel Dumont (2013)
- Giniigaaniimenaaning, vitrail pour reconnaître les survivants des pensionnats indiens, installé dans l'édifice du Centre, Parlement du Canada (2012)[16]

Autres œuvres artistiques:
- Belcourt a conçu les médailles de compétition des Jeux panaméricains de 2015[17].
- En 2015, le dessin "Water Song" de Belcourt a servi d'inspiration à une ligne de vêtements de Valentino[18]
- En 2017, Belcourt a collaboré avec ela Handbags pour créer une ligne de sacs à main en édition limitée avec des impressions ressemblant à ses peintures[19].

## Des publications
- Jeremy et le bal magique, Centres d'amitié indiens de l'Ontario, 2008[20]
- Des médicaments pour nous aider à utiliser les plantes traditionnelles métisses, 2008 (ISBN 978-0-920915-79-0)
- Perlage : histoire et techniques de perlage chez les peuples autochtones, 2011 (ISBN 978-1-897541-25-8)

## Prix
Belcourt a reçu de nombreux prix et subventions du Conseil des arts du Canada, du Conseil des arts de l'Ontario, du Fonds de la famille Chalmers et de la Nation métisse de l'Ontario, notamment : 
- Membre de l'Ordre du Canada (2024)[22]
- Prix du premier ministre de l'Ontario pour l'excellence artistique, Prix de l'artiste individuel (2016)[23]
- Prix du Gouverneur général pour l'innovation (2016)[24]
- Prix du choix du Musée des beaux-arts de l'Ontario pour la peinture acrylique "La sagesse de l'univers" (2015)[25]
- Lauréat du Prix des arts autochtones 2014, Conseil des arts de l'Ontario (2014)
- Femmes influentes du Nord de l'Ontario, Prix de leadership autochtone (2014)
- Fonds de la famille Chalmers, Conseil des arts de l'Ontario (2010)
- Subvention de projets artistiques autochtones et Programme sur les arts traditionnels autochtones, Conseil des arts de l'Ontario et Conseil des arts du Canada (2009)
- Récipiendaire d'une subvention pour les arts du Nord, Conseil des arts de l'Ontario, (2007)
- Programme d'échange collaboratif avec les peuples autochtones, Conseil des arts du Canada, 2007)
- Prix du choix du juge, exposition Works on Paper, Espanola, Ontario (2006)
- Récipiendaire d'une subvention d'artiste à mi-carrière, Conseil des arts de l'Ontario (2004)
- Récipiendaire d'une subvention de projets artistiques autochtones, Conseil des arts de l'Ontario (2004)
- Première place, techniques mixtes, exposition d'art LaCloche, Whitefish Falls, Ontario (2004)
- Bourse d'artiste émergent, Conseil des arts de l'Ontario et Conseil canadien des arts (2000, 1999)
- Bénéficiaire d'une subvention à la culture métisse, Métis Nation of Ontario (1998)

## Voir également
- Premières Nations